# Harald Olsson (historiker)
Owe Harald Olsson  född 1 april 1910 i Västra Alstads församling i Malmöhus län, död 3 juni 1985 i  Heliga Trefaldighets församling i Kristianstad var en svensk lektor och historiker. 

## Biografi
Harald Olsson tog studenten på Katedralskolan i Lund. Efter studenten började han vid universitet. Olsson blev filosofie magister 1935, filosofie licentiat 1941 och  disputerade för filosofie doktorsgrad på ett verk om Johannes Messenius 1944, allt vid Lunds universitet. Olsson var lärare vid Lunds folkskoleseminarium 1944–1945. Han tjänstgjorde sedan under ett provår vid Högre allmänna läroverket för gossar i Malmö 1945–1946. 1946 blev han extra ordinarie adjunkt vid Landskrona småskoleseminarium. 1950 fick han en tjänst som lektor vid folkskoleseminariet i Kristianstad. Hans ämne var svenska och historia med samhällslära. Olsson var anställd på seminariet i Kristianstad tills det upphörde 1968 och fortsatte som lektor vid lärarhögskolan i Kristianstad efter 1968.
Harald Olsson är gravsatt på Norra kyrkogården i Lund.

## Skrifter
- Johannes Messenius Scondia illustrata : studier i verkets tillkomshistoria och medeltidspartiets källförhållanden. Avhandling, Lund 1944.